# Anaea moretta
Anaea moretta är en fjärilsart som beskrevs av Druce 1877. Anaea moretta ingår i släktet Anaea och familjen praktfjärilar. Inga underarter finns listade i Catalogue of Life.